# Keerhaak

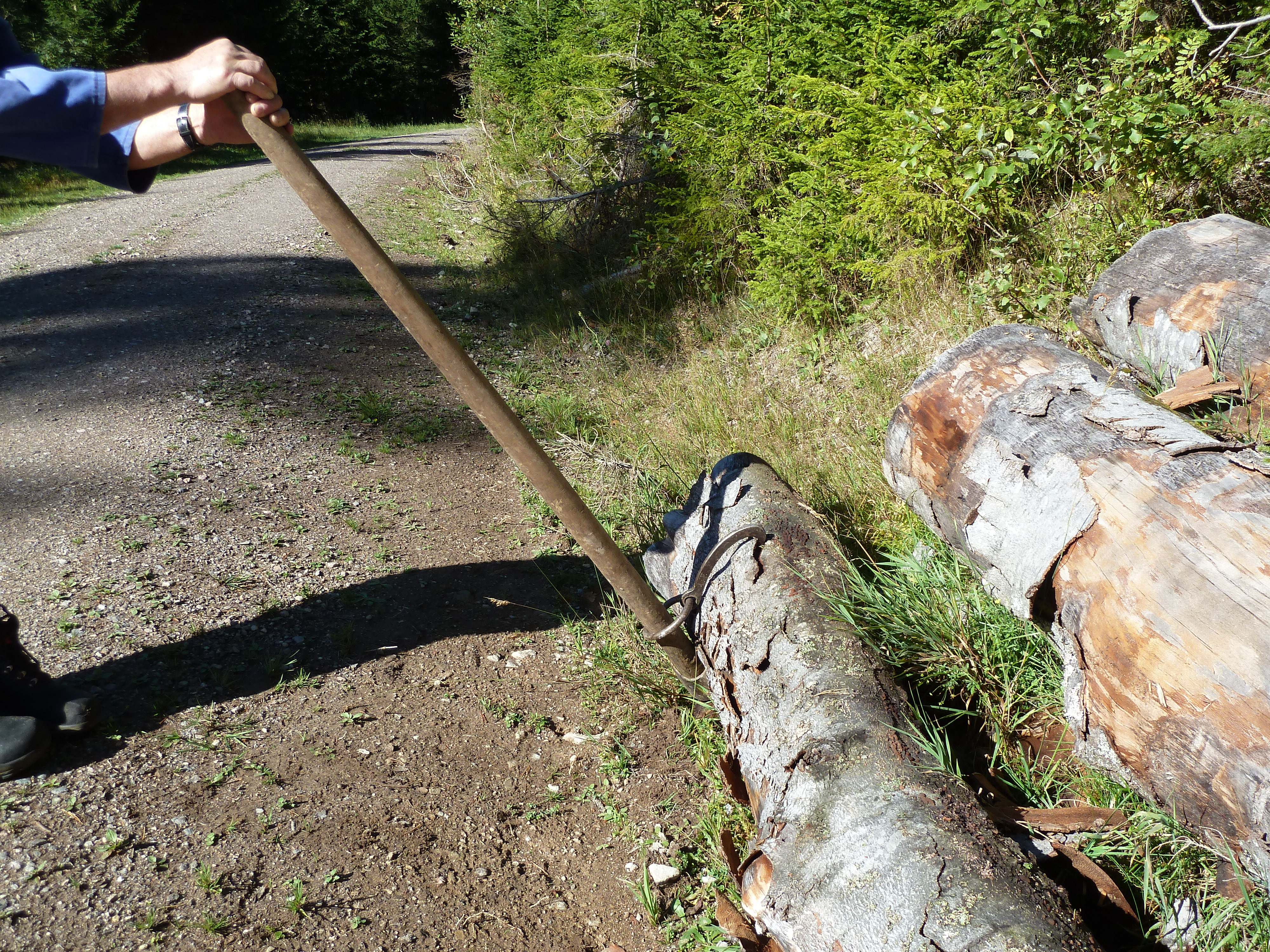

Een keerhaak of kantelhaak is een werktuig dat door houthakkers en houtbewerkers gebruikt wordt om een boomstam op eenvoudige manier te verrollen of 'keren'.
Het werktuig bestaat uit een lange houten stok met daarop een metalen of aluminium haak bevestigd die los kan bewegen.